# José Verdecia
José Verdecia Ochoa (Manatí; 13 de agosto de 1944) es un exfutbolista cubano que jugaba como delantero. Es apodado "pepito" y jugó con el club El Relámpago en 1962, luego pasó al Mineros en 1966, Oriente en 1967, y finalmente volvió a Mineros para retirarse en 1977.

## Selección nacional
Participó en varios torneos regionales con la selección de Cuba, obteniendo la medalla de bronce en los Juegos Centroamericanos y del Caribe de San Juan 1966 y la de oro en Ciudad de Panamá 1970. También obtuvo bronce en los Juegos Panamericanos de Cali 1971.

### Participaciones en Campeonatos Concacaf
| Copa                                          | Sede              | Resultado     | Part. | Goles |
| --------------------------------------------- | ----------------- | ------------- | ----- | ----- |
| Campeonato de Naciones de la Concacaf de 1971 | Trinidad y Tobago | Quinto puesto | 5     | 1     |

## Clubes
| Club         | País | Año       |
| ------------ | ---- | --------- |
| El Relámpago | Cuba | 1962-1966 |
| Mineros      | Cuba | 1966      |
| Oriente      | Cuba | 1967      |
| Mineros      | Cuba | 1967-1977 |

## Palmarés

### Distinciones individuales
| Distinción                                                  | Año  |
| ----------------------------------------------------------- | ---- |
| Máximo goleador de los Juegos Centroamericanos y del Caribe | 1970 |